# Julietta Suzuki
Pour les articles homonymes, voir Suzuki.
 (décembre 2023).
La mise en forme du texte ne suit pas les recommandations de Wikipédia : il faut le « wikifier ».
Les points d'amélioration suivants sont les cas les plus fréquents. Le détail des points à revoir est peut-être précisé sur la page de discussion.
- Les titres sont pré-formatés par le logiciel. Ils ne sont ni en capitales, ni en gras.
- Le texte ne doit pas être écrit en capitales (les noms de famille non plus), ni en gras, ni en italique, ni en « petit »…
- Le gras n'est utilisé que pour surligner le titre de l'article dans l'introduction, une seule fois.
- L'italique est rarement utilisé : mots en langue étrangère, titres d'œuvres, noms de bateaux, etc.
- Les citations ne sont pas en italique mais en corps de texte normal. Elles sont entourées par des guillemets français : « et ».
- Les listes à puces sont à éviter, des paragraphes rédigés étant largement préférés. Les tableaux sont à réserver à la présentation de données structurées (résultats, etc.).
- Les appels de note de bas de page (petits chiffres en exposant, introduits par l'outil «  Source ») sont à placer entre la fin de phrase et le point final[comme ça].
- Les liens internes (vers d'autres articles de Wikipédia) sont à choisir avec parcimonie. Créez des liens vers des articles approfondissant le sujet. Les termes génériques sans rapport avec le sujet sont à éviter, ainsi que les répétitions de liens vers un même terme.
- Les liens externes sont à placer uniquement dans une section « Liens externes », à la fin de l'article. Ces liens sont à choisir avec parcimonie suivant les règles définies. Si un lien sert de source à l'article, son insertion dans le texte est à faire par les notes de bas de page.
- La présentation des références doit suivre les conventions bibliographiques. Il est recommandé d'utiliser les modèles {{Ouvrage}}, {{Chapitre}}, {{Article}}, {{Lien web}} et/ou {{Bibliographie}}. Le mode d'édition visuel peut mettre en forme automatiquement les références.
- Insérer une infobox (cadre d'informations à droite) n'est pas obligatoire pour parachever la mise en page.

Pour une aide détaillée, merci de consulter Aide:Wikification.
Si vous pensez que ces points ont été résolus, vous pouvez retirer ce bandeau et améliorer la mise en forme d'un autre article.
Julietta Suzuki (鈴木 ジュリエッタ, Suzuki Julietta), née un 6 décembre, est une mangaka japonaise. Elle est principalement connue pour les series Karakuri Odette et Divine Nanami, toutes deux publiées dans la revue Hana to Yume de la maison d'édition japonaise Hakusensha.

## Carrière
Suzuki a commencé sa carrière en soumettant son œuvre Ura Antique (裏アンティーク) au 44e Big Challenge de la maison Hakusensha. Son one-shot a ensuite été présélectionné et publié dans le premier numéro de la revue Hana to Yume en août 2004. Son deuxième one-shot, Asa ga Kuru (朝が来る), a également été publié, mais dans le cadre de Hana to Yume Mangaka Course. Asa ga Kuru a ainsi permis à Suzuki de remporter le prix de Great Effort. Ce dernier a ensuite été sérialisé dans le 16e numéro de la revue de Hana to Yume.
Par la suite, Suzuki a écrit un autre one-shot Hoshi ni naru hi (星になる日), qui a été publié dans l'édition spéciale de la revue Hana to Yume, Hana to Yume Plus, sortie le 15 septembre 2004. Dans l'édition de Novembre de Bessatsu Hana to Yume, Suzuki a une fois de plus publié un one-shot My Precious (マイプレシャス). Ogami-ya Uradaichō (拝み屋裏台帳) était son dernier one-shot de 2004, paru dans le 24e numéro de Hana to Yume.
En 2005, elle a publié en Janvier le one-shot My bloody life (マイブラッディライフ) dans l'issue de Bessatsu Hana to Yume. Par la suite, Tsubaki Ori (椿檻) a été publié dans l'édition de février de Hana to Yume. En avril, Sakurachiru (サクラチル) a également été publié dans la même revue. En juin, sa première série intitulée Akuma to Dolce (悪魔とドルチェ) a débuté dans Hana to Yume. Peu après Akuma to Dolce, Suzuki a commencé une nouvelle série, Karakuri Odette (カラクリオデット).
En 2007, Suzuki a publié le one-shot Katakoi★Akuma-chan (片恋★悪魔ちゃん) dans le 14e numéro de Hana to Yume. Dans l'édition de janvier 2008, Suzuki conclura Karakuri Odette, qui totallise 35 chapitres, le tout publié en 6 volumes au total. Peu après la conclusion de Karakuri Odette, elle a lancé la série Kami-sama Hajimemashita (神様はじめました, aussi connue sous le nom Divine Nanami), également publiée dans la revue Hana to Yume.
Le 24 mai 2009, Suzuki tiendra son premier événement de signature à Animate à Takashima, Nishi-ku, Yokohama, dans la Préfecture de Kanagawa.
En 2008, Suzuki met Akuma to Dolce en pause.
En 2016, après la clôture de Divine Nanami, elle commencera à travailler sur un nouveau manga intitulé Tripitaka Torinique.
En 2018, après la clôture de Tripitaka Torinique, elle entamera un manga de comédie romantique intitulé Ninkoi.
En 2020, après la clôture de Ninkoi, Suzuki commencera le manga Meitantei Koko wa Yūtsu.
En 2022, après avoir terminé Meitantei Koko wa Yūtsu, elle commencera une comédie romantique sur le thème des vampires intitulé Oshi ni Amagami.

## Œuvres

### One-shots
- Hoshi ni Naru Hi (星になる日?)
- My Precious (マイプレシャス?)
- Ogami-ya Uradaichō (拝み屋裏台帳?)
- My bloody life (マイブラッディライフ?)
- Tsubaki Ori (椿檻?)
- Sakurachiru (サクラチル?)
- Katakoi★Akuma-Chan (片恋★悪魔ちゃん?)
- Ura Antique (裏アンティーク?)
- Asa ga Kuru (朝が来る?)

### Séries
- Akuma to Dolce (悪魔とドルチェ?)
- Karakuri Odette (カラクリオデット?)
- Kami-sama Hajimemashita (神様はじめました?)
- Tripitaka Torinique[3]
- Meitantei Koko wa Yūtsu[5]

## Prix
- Great Effort - 338e Hana to Yume Mangaka Course. Prix gagné pour son deuxième one-shot Asa ga Kuru (朝が来る?).
- Outstanding Debut - 31e Hakushensha Athena Newcomers' Awards pour sa deuxième série Karakuri Odette (カラクリオデット?).